# Batalla de Rothenthurm
La batalla de Rothenthurm tuvo lugar el 2 de mayo de 1798. Fue una Confrontación militar entre la antigua confederación Suiza y las Tropas de la República Francesa. Estos últimos habían intervenido a petición de la República Helvética, que se hallaba en una guerra civil contra otros cantones. Las Antigua Confederación Suiza vencería esta batalla. Las bajas son desconocidas en ambos bandos.